# Caiophora chuquitensis
Caiophora chuquitensis är en brännreveväxtart som först beskrevs av Franz Julius Ferdinand Meyen, och fick sitt nu gällande namn av Urban och Gilg. Caiophora chuquitensis ingår i släktet Caiophora och familjen brännreveväxter. Inga underarter finns listade i Catalogue of Life.

## Bildgalleri

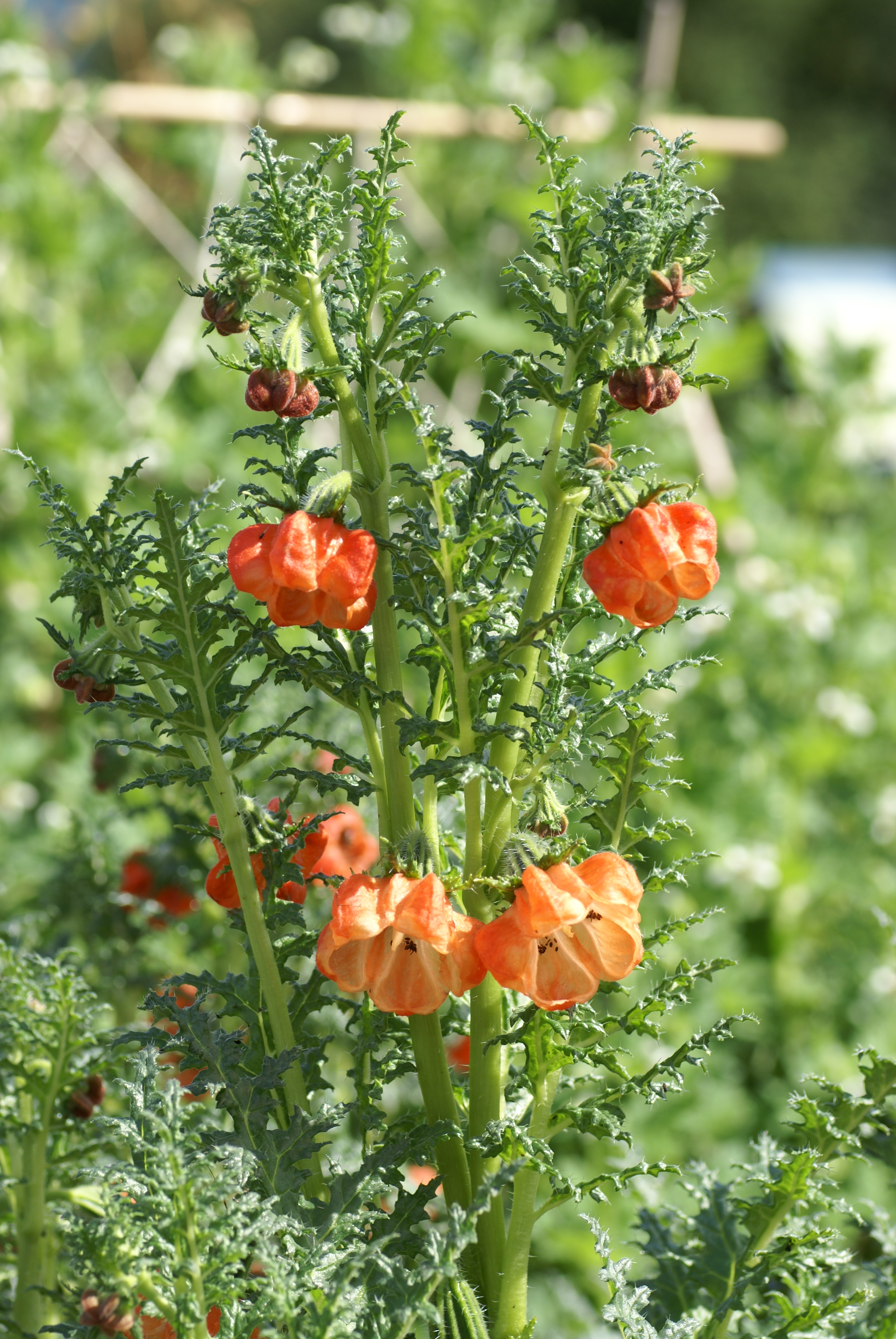
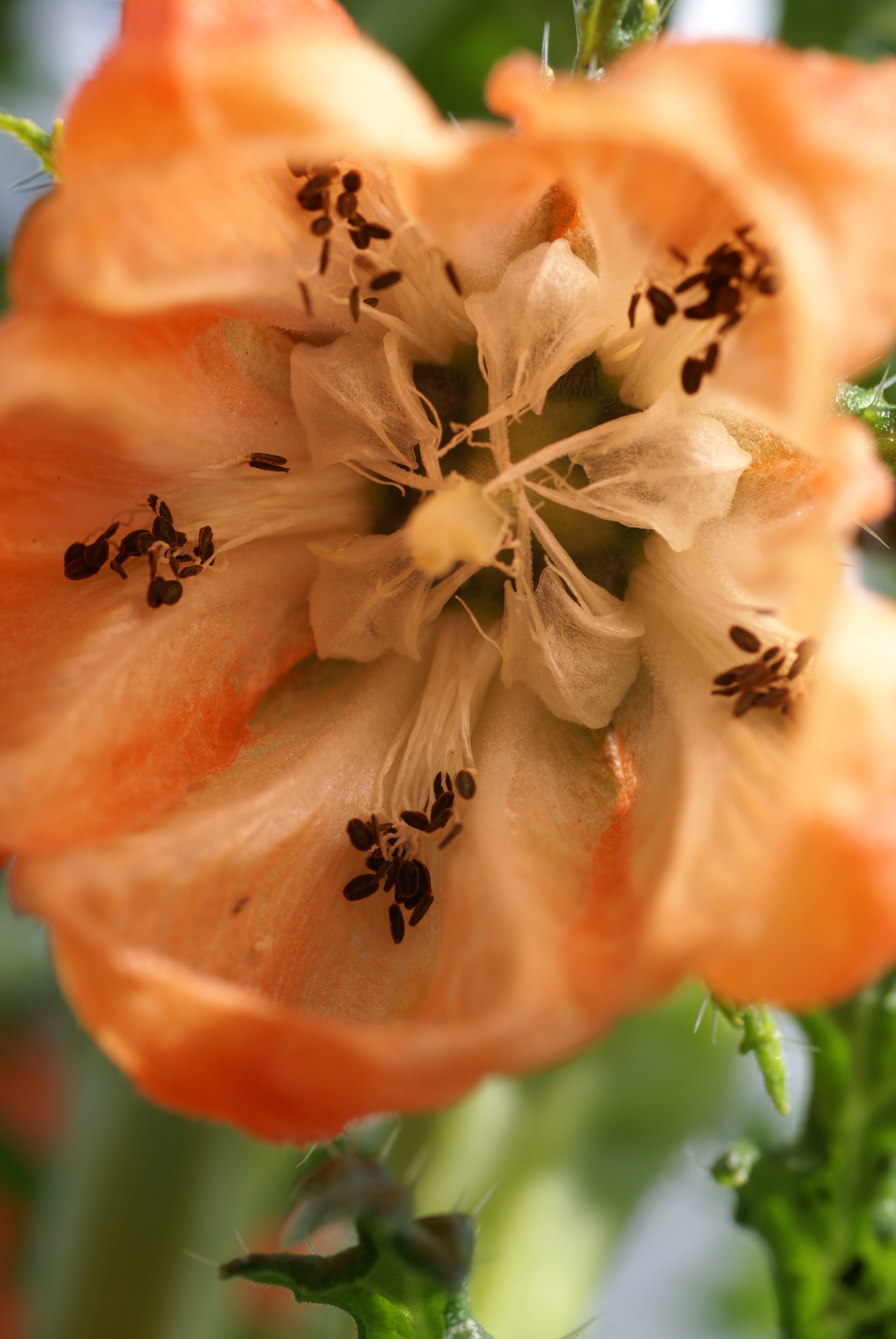
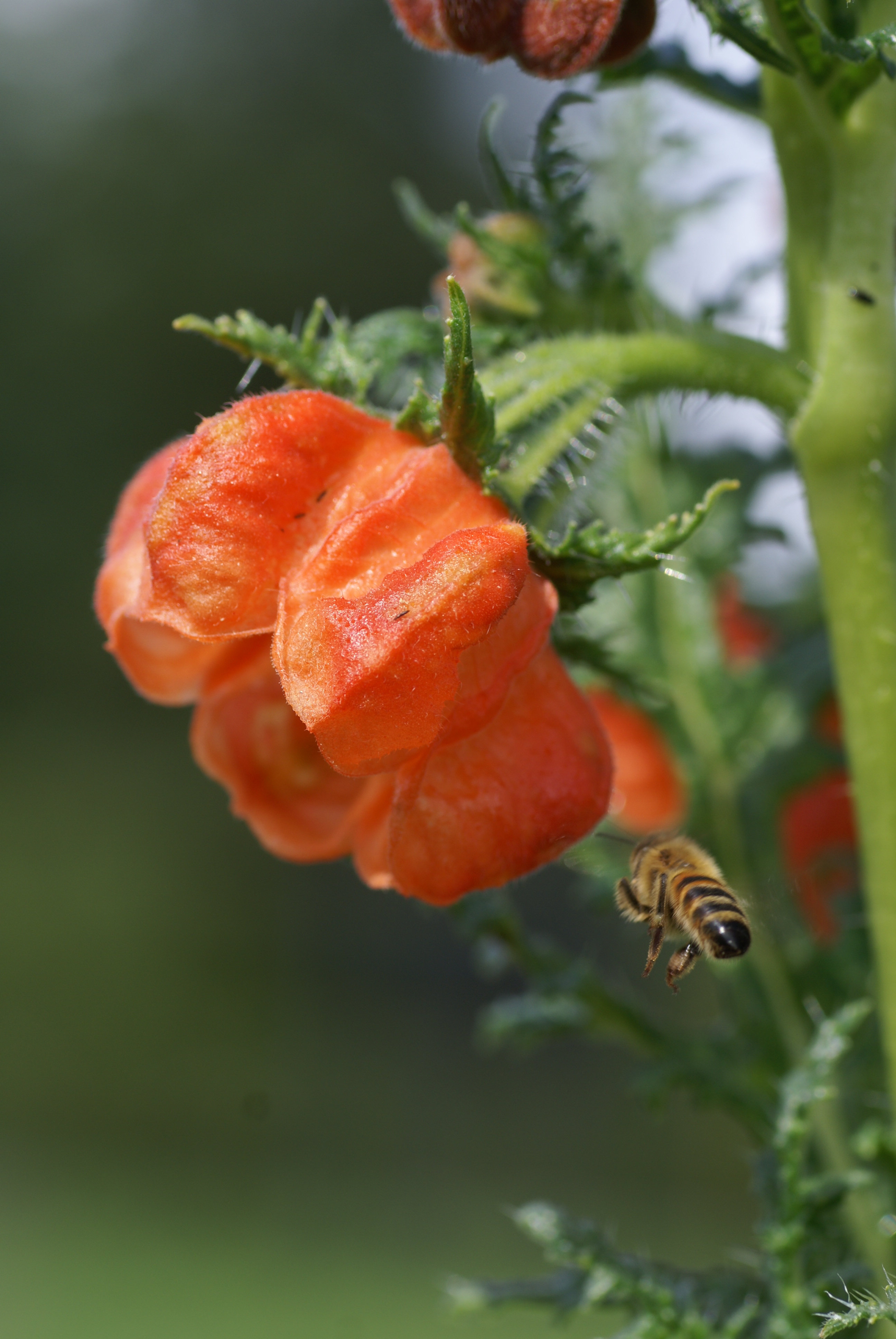
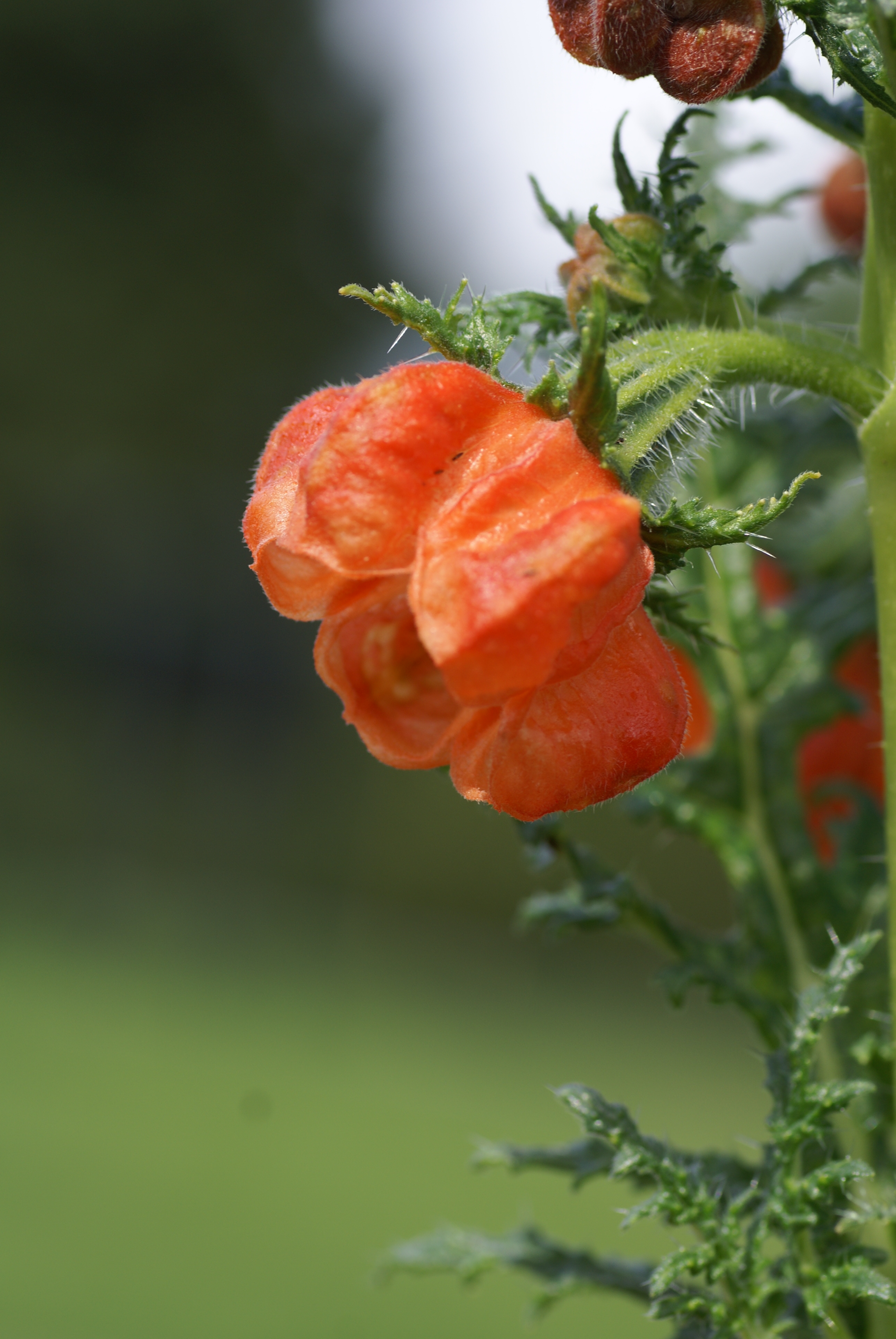
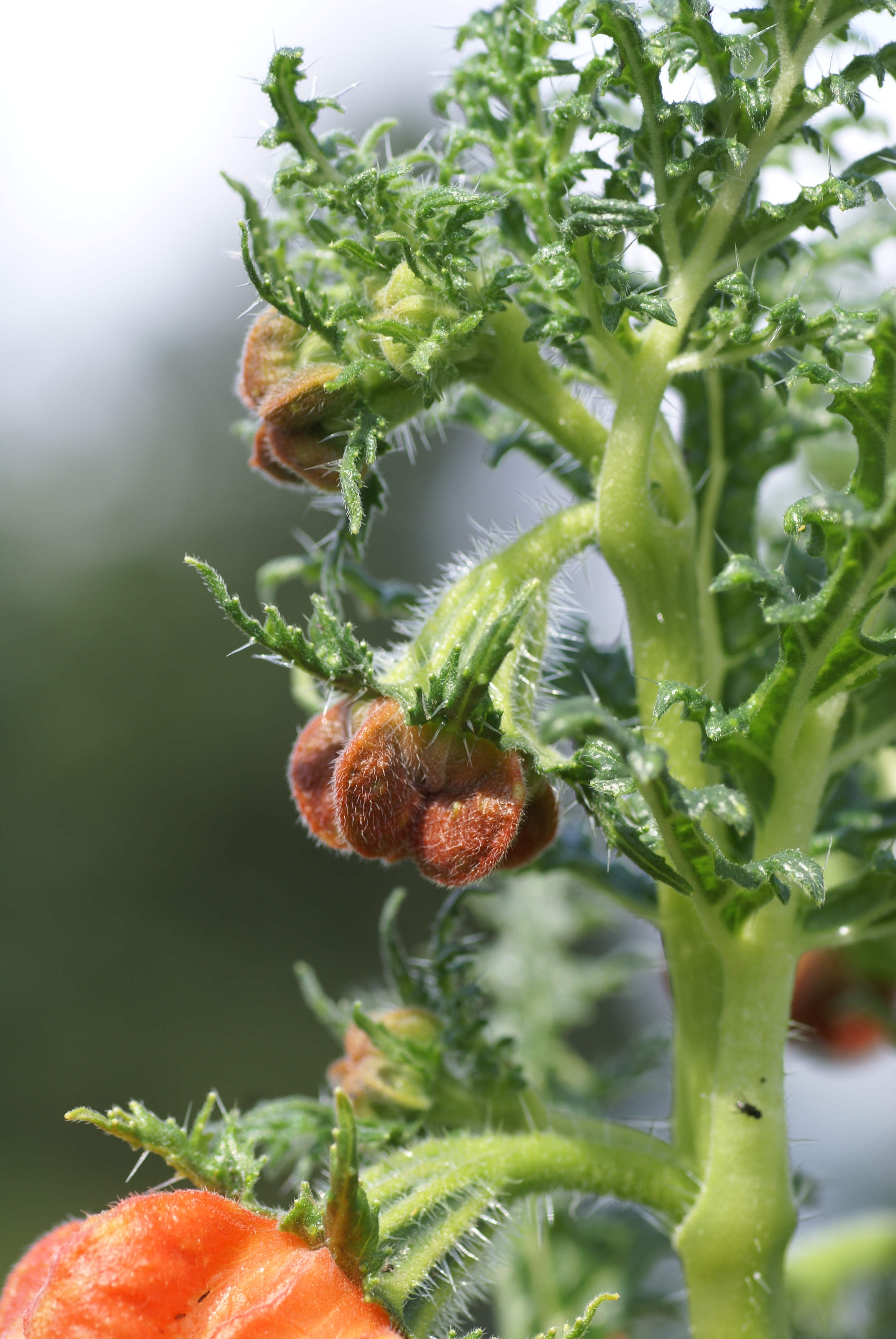
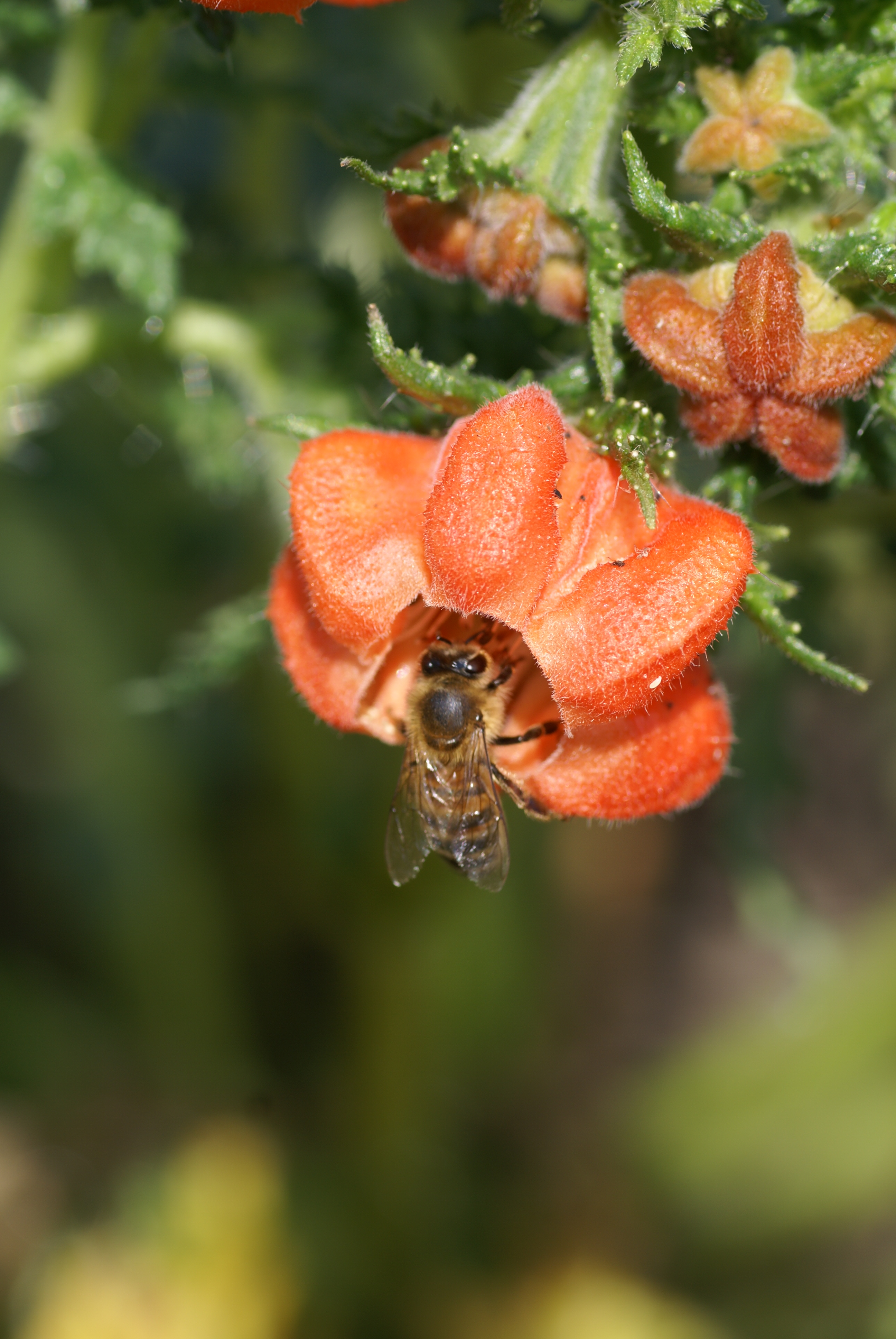